# Cofana albida
Cofana albida  (лат.) — вид прыгающих полужесткокрылых насекомых рода Cofana из семейства цикадок (Cicadellidae). Юго-Восточная Азия (Филиппины). Жёлтовато-белые цикадки. Между оцеллиями расположено чёрное пятно. Переднее крыло с базально закрытой антероапикальной ячейкой. От большинства других представителей рода отличаются головой, чья ширина меньше чем ширина пронотума. Питаются соками растений.